# 測濕學
測濕學（Psychrometrics）是研究氣體-蒸氣混合物的物理性質及熱力學性質的工程學。

## 常見應用
測濕學的原理可以應用在任何由氣體和蒸氣組成的混合氣體中，不過最常見的應用是在空氣-水蒸氣混合物上，例如暖通空調（HVAC）及氣象學都與此有關。生活中的熱舒適性不但和周圍空氣的溫度有關，也和空氣中水蒸氣的比例有關（像流汗排熱就是用水的蒸發來散熱）。
許多物質會吸收濕氣，在週圍濕度大於临界相对湿度時，會吸引水份。這種物質包括有棉花、紙、纤维素、木材、糖、氧化鈣等。使用這些物質的產業會管控這些物質製造及儲存時的相對濕度，避免相對濕度太高。若是使用到易燃物質，也會控制相對濕度，維持在較高的數值，避免因為空氣乾燥產生靜電，造成火災。
在工業乾燥（例如紙的烘乾）時，製造商會設法在較低的相對濕度（加快乾燥速度）以及較少的能量使用（若相對濕度較高，能量使用會比較少）之間平衡。許多應用中會避免水氣的凝結，這會損壞產品，或是造成锈蝕。
若相对湿度較低，可以避免黴菌和真菌的繁殖。若相对湿度在75%以下，會破壞木頭的真菌就不會繁殖。

## 測濕學參數

### 乾球溫度（DBT）
乾球溫度是指温度計暴露在未受太陽直接照射的空氣中，所量測到的溫度。此名詞刻意的加入「乾球」一詞，以和濕球溫度和露點溫度區分。在氣象學和測濕學中，若使用「溫度」一詞，就表示是乾球溫度。技術上，此溫度是指用濕度計中的乾球溫度計所量到的溫度。名字表示溫度計的感測部位或是元件是乾的。世界气象组织（WMO）的文件中，有一章是針對溫度量測，共有23頁。

### 濕球溫度（WBT）
熱力學上的湿球温度是空氣和水蒸氣混合物的熱力學性質。湿球温度計量測到的溫度可以近似熱力學上的湿球温度。
單一湿球温度計的準確度和流過温度計的風速，是否有隔絕周圍對温度計的熱輻射有關。若風速到5,000 ft/min（60 mph，25.4 m/s）是最理想的，可是此速度下移動溫度計非常危險。若空氣流動太慢，或是有熱輻射（例如陽光），誤差最大會到15%。
若在風速1–2 m/s時量測的湿球温度，稱為百葉箱溫度（screen temperature），在風速3.5 m/s以上時量測的湿球温度，稱為懸吊溫度（sling temperature）。
乾濕球濕度計（psychrometer）是同時量測乾球溫度和濕球溫度的設備。懸吊式乾濕球濕度計（sling psychrometer）需要人工操作來產生濕度計週圍的氣流。供電乾濕球濕度計（powered psychrometer）會利用風扇來產生風速。若知道乾球溫度（DBT）和濕球溫度（WBT），可以用近似空氣壓力下的濕度線圖來計算相對濕度（RH）。

### 露點溫度
露點溫度是空氣中濕氣的飽和溫度，也可以定義為水蒸氣變成液態（凝結）的溫度。有一個簡化版的定義，是水蒸氣變成露的溫度（Chamunoda Zambuko 2012）。

### 濕度

#### 比濕度
比濕度（Specific humidity）是水蒸氣的質量，相對整體空氣（包括乾空氣以及水蒸氣）的比例，此數值和humidity ratio緊密相關，數值會比較低。

#### 絕對濕度
絕對濕度是一定體積濕空氣中含有水蒸氣的質量，也稱為水蒸氣密度（water vapor density）。

#### 相對濕度
相對濕度是濕空氣中水蒸氣的蒸氣壓，相對相同溫度下飽和蒸氣壓的比例。

### 比焓
濕空氣的比焓是指乾空氣和水蒸氣總熱量的和，除以乾空氣的質量。

### 比容
濕空氣的比容是指乾空氣和水蒸氣總體積的和，除以乾空氣的質量。

### 乾濕比例
乾濕比例（psychrometric ratio）是濕表面上熱傳係數除以熱傳係數和濕比熱乘積後的比例。可以用以下的公式計算：
{\displaystyle r={\frac {h_{c}}{k_{y}c_{s}}}\,}
其中:
- {\displaystyle r} = 乾濕比例，無量綱
- {\displaystyle h_{c}} = 對流熱傳係數，單位W m−2 K−1
- {\displaystyle k_{y}} = 對流質傳係數，單位kg m−2 s−1
- {\displaystyle c_{s}} = 濕比熱，單位J kg−1 K−1

乾濕比例是測濕學中重要的特性，可以將絕對濕度、飽和濕度以及乾球濕度和絕熱飽和溫度之間溫度差之間建立關係。

### 濕比熱
濕比熱（Humid heat）是濕空氣的定壓比熱，是以單位質量的乾空氣為準。濕比熱是使單位體積水蒸氣—空氣混合物溫度變化1度所需要的熱。

### 壓力
許多測濕學的參數和壓力有關： 
- 水的蒸氣壓
- 特定位置的大氣壓力

## 濕度線圖

海平面上的濕度線圖

濕度線圖（psychrometric chart）也稱為空氣線圖、濕空氣線圖或焓溼圖，是描述定壓下濕空氣熱力學性質的圖，一般是以海平面的高度為準。ASHRAE型式的濕度線圖是由威利斯·开利在1904年提出，其中說明了状态方程中的相關參數。其中的橫軸是乾球溫度，縱軸是溼度比（humidity ratio，ω），其中再用曲線說明比焓、相對濕度、濕球溫度、比容等參數。有關各參數的說明如下：
- 乾球溫度（DBT）是一般溫度計量測到的溫度，會在濕度線圖的X軸。
- 濕球溫度（WBT）是空氣樣本經過定壓理想絕熱飽和過程（也就是空氣在隔熱的條件下流過大量液態水表面之後）下，溫度計量測到的溫度。實務上，濕球溫度會將溫度計球體包裹在被稱為襪子（sock）的布，在快速流動的空氣中下蒸發（參考濕度計）。若空氣樣本中的水已經飽和，濕球溫度（WBT）和露點溫度（DBT）會相同。定濕球溫度線的斜率是水的蒸發熱和乾空氣的比熱之間的比值，大約是0.4。
- 露點溫度（DPT）是濕空氣中的水蒸氣已經飽和時的溫度。若再將熱從空氣中抽出，水蒸氣會凝結成霧，若低於冰點，則會形成霜。露點溫度很容易量測，也提供了有用的資訊，但和其他濕度性質以及飽和曲線中得到的資訊重複，因此不算是空氣樣本中的熱力學性質。
- 相對濕度（RH）是水蒸氣的莫耳分率，和同溫度壓力下飽和空氣莫耳分率的比例。RH是無因次量，一般會用百分比表示。圖中定RH的線可以看出空氣和水的物理特性，需要用實驗量測來確定。有些概念認為空氣中「含有」濕氣，或是濕氣溶在乾空氣中，形成某一比率的飽和溶液，此概念是錯誤的，但已廣為流傳。
- 溼度比（Humidity ratio，ω）是特定條件（DBT, WBT, DPT, RH）下水蒸氣質量相對單位質量乾空氣的比例。一般會是濕度線圖（psychrometric chart）的Y軸。在特定的DBT下，會有一個特定的溼度比，其中的空氣是100%的相對濕度。這反映了水和空氣的物理特性，需要用實驗量測來確定。無因次的溼度比常表示為每公斤的乾空氣中，有多少克的水。
- 比焓，其符號為h，是潮濕空氣中熱能的和，包括空氣和水蒸氣的熱能，也稱為單位質量下的熱含量。在理想氣體的近似中，等焓線會和定WBT線平行。焓的單位在SI制下，是焦耳０每公斤空氣。
- 潮濕空氣的比容和一般比容定義不同，是當潮濕空氣中乾空氣的質量為單位質量時，潮濕空氣的體積。SI單位是立方米每公斤乾空氣。濕空氣比容的倒數常和濕空氣的密度混淆[8]。可以用下式，用潮濕空氣的比容來計算密度[9]：

{\displaystyle \rho ={\frac {M_{da}+M_{w}}{V}}\,=\left({\frac {1}{v}}\right)(1+W)}
其中：
- {\displaystyle M_{da}} 是乾空氣質量
- {\displaystyle M_{w}} 是水蒸氣質量
- {\displaystyle V} 是總體積
- {\displaystyle v} 是濕空氣的比容，單位m3 kg−1
- {\displaystyle W={\frac {M_{w}}{M_{da}}}\,} 是溼度比

利用濕度線圖，可以在已知三個獨立參數（其中之一要是壓力）的情形下，知道待測濕空氣的所有特性。狀態的改變（例如二個濕空氣的混合），可以用正確壓力或是海拔高度的濕度線圖來建模，有時也可以用繪圖的方式求得。若海拔不到2000 ft（600 m），多半會使用海平面的濕度線圖。
濕度線圖也可以稱為ω-t圖，乾球溫度（t）為X軸，溼度比（ω）為Y軸。若已知特定壓力下的濕度線圖，再知道濕球溫度、乾球溫度、相對濕度、溼度比、比焓和比容中六個物理量中的二個，就可以確定其他的物理量。共有15種組合。

### 在濕度線圖中找相關的參數
- 乾球溫度：圖中的乾球溫度線是接近垂直線，但不互相平行，是略有傾斜的垂直線。這是t軸。每一條線都是一個固定的乾球溫度。
- 露點溫度：從待測點沿著定溼度比的水平線，到100%RH線（也稱為飽和曲線）的交點。露點溫度等於完全飽和的乾球溫度或濕球溫度。
- 濕球溫度：濕球溫度線是左上到右下方傾斜的斜線，但和等焓線略有不同。濕球溫度都是直線，但彼此不平行。濕球溫度和飽和曲線的交點即為露點。
- 相對濕度（RH）：在圖中是雙曲線，不同線之間的相對濕度相差10%。飽和曲線是100% RH的線，乾空氣則是0% RH的線。
- 溼度比：是圖中的水平線，溼度比會表示為單位質量乾空氣下，水氣的質量（表示為公斤水氣單位公斤乾空氣）。其範圍從0（乾空氣）到0.03，其數值在右邊的ω軸上。
- 比焓：是從左上到右下的斜線，彼此垂直，不和濕球溫度線平行。
- 比容：是另一組平均分佈的斜線，幾乎互相平行。

飽和曲線上面的區域是二相區，是飽和濕空氣和液態水熱平衡的混合物。

### 莫利爾圖
莫利爾圖（Mollier diagram）也稱為莫利爾i-x圖（Mollier i-x diagram），i和x分別是對應焓和溼度比，是由理查德·穆勒在1923年建立，是另一種的濕度線圖，許多德國、奧地利、瑞士、荷蘭、比利時、北歐、東歐以及俄羅斯的科學家使用此一圖表。
傳統濕度線圖和莫利爾圖中的濕度相關參數概念是一樣的。二個圖看起來很不相近，但若莫利爾圖逆時針轉90度，再作垂直鏡射，就和傳統濕度線圖一樣了。莫利爾圖的坐標軸是焓和溼度比。焓的座標是傾斜的，等焓線等距，彼此平行。自從 1961年起，ASHARE的濕度線圖使用類似的坐標軸，不過還是有一些濕度線圖使用乾球溫度和溼度比的坐標軸。

## 外部連結
- Western Cooling Efficiency Center （页面存档备份，存于） Psych: An Open Source Psychrometric Plug-in for Microsoft Excel by Kevin Brown.
- Xchanger Inc, webpage （页面存档备份，存于） Calculator for humidity, dew point, mass flows & heat flux for variable pressure systems with compressors, blowers, vacuum pumps and heat exchangers.
- Corwin's Calculators Calculator for humidity, dew point.
- How to read and use a psychrometric chart （页面存档备份，存于）
- 在线焓湿图 （页面存档备份，存于）
- Psychrometric Chart Calculator and Sketcher （页面存档备份，存于）